# DKR (chanson)
Pour les articles homonymes, voir DKR.
Singles de Booba
É.L.É.P.H.A.N.T
(25 juillet 2016) Nougat
(7 juillet 2017)
Clip vidéo
[vidéo] « DKR », sur YouTube
DKR est une chanson du rappeur français Booba. Elle est sortie en single le 29 septembre 2016 et figure sur son neuvième album studio intitulé Trône.

## Accueil
Dès sa sortie, le morceau a rapidement dépassé 1,5 million d'écoutes sur YouTube. Ce titre, apprécié pour ses influences afro, a été validé par Laurent Bouneau, directeur des programmes de Skyrock, qui l'a mentionné sur Twitter,. L'information est ensuite relayée par Booba. En février 2017,  le disque est certifié single de diamant. Le rappeur déclare au sujet de DKR : « J’ai l’impression que c’est le plus gros tube de ma carrière ».

## Thématique
La chanson rend hommage à ses racines sénégalaises et à l'Afrique. Il combine des sonorités afro et des références à l'histoire du continent, notamment à Dakar. Le rappeur intègre des éléments de musique traditionnelle comme la kora, pour renforcer ce lien avec ses origines.

## Vidéoclip
Le clip de DKR est réalisé par Chris Macari. Ce morceau est mis en images quelques semaines après la diffusion de l'audio qui cumule déjà sur Youtube plus de 86 millions de vues,.
La caméra se déplace au son de la kora de Sidiki Diabaté à travers la Maison des esclaves de l'île de Gorée, lieu historique où les captifs étaient retenus avant leur départ pour l'Amérique. Le clip se poursuit avec des scènes de la vie quotidienne à Dakar, incluant des courses de quad et un hommage au lutteur sénégalais Bombardier. Les rappeurs Kalash, Gato, et Benash, membres du label 92i, y apparaissent également. Les images ont été tournées lors du concert de Booba à Dakar le 22 octobre 2016.
Le clip réalise au total plus de 129 000 000 de vues sur Youtube.

## Classements hebdomadaires
| Classement (2016)       | Meilleure position |
| ----------------------- | ------------------ |
| France (SNEP Streaming) | 1                  |
| France (SNEP)           | 1                  |

## Certification
| Pays          | Certification |
| ------------- | ------------- |
| France (SNEP) | Diamant       |